# Kvadratické programování
Kvadratické programování je odvětví optimalizace a speciálním typem konvexního programování.

## Úloha
Úlohou kvadratického programování je následující optimalizační úloha
přičemž:
- p, x jsou n-rozměrné vektory
- C je pozitivně definitní matice rozměru n × n
- {\displaystyle p^{T}x} označuje skalární součin vektorů p, x
- Součin xT C x označuje součin matic
- množina přípustných řešení M je popsána soustavou

kde A je matice rozměru m × n, b je m-rozměrný vektor.

## Metody řešení
Na řešení úlohy kvadratického programování se používají komplementární algoritmy, např. Wolfeho metoda nebo Lemkeho algoritmus.